# Elżbieta Koralewska-Batura
Elżbieta Janina Koralewska-Batura (ur. 12 maja 1949 w Pyzdrach, zm. 12 września 2008 w Poznaniu) – prof. dr hab., wykładowca UAM, malakolog i znawca dydaktyki biologicznej.

## Życiorys
Ukończyła Liceum Pedagogiczne w Koninie i przez pół roku pracowała, jako nauczycielka. W 1969 zdała egzaminy na Wydział Biologii i Nauk o Ziemi UAM i podjęła na nim naukę, kończąc ją w 1974 stopniem magistra (praca Ślimaki (Gastropoda) lądowe i wodne Ziemi Wrzesińskiej pod kierunkiem prof. Jarosława Urbańskiego – wybitnego polskiego malakologa). Po studiach udała się do pracy w szkolnictwie w Sulechowie. Od 1 września 1975 została asystentem w Zakładzie Zoologii Ogólnej Instytutu Biologii UAM w Poznaniu.
20 lutego 1984 doktoryzowała się u prof. dra hab. Kazimierza Stępczaka (praca Mięczaki (Mollusca) Wielkopolski). Od 1994 pełniła funkcję pełnomocnika dziekana ds. praktyk studenckich. Habilitację uzyskała 21 czerwca 2000 (monografia Helix lutescens Rossmässler 1837 (Gastropoda: Pulmonta: Helicidae) its Structure, Biology and Ecology), a tytuł profesora w 2005.

## Zainteresowania

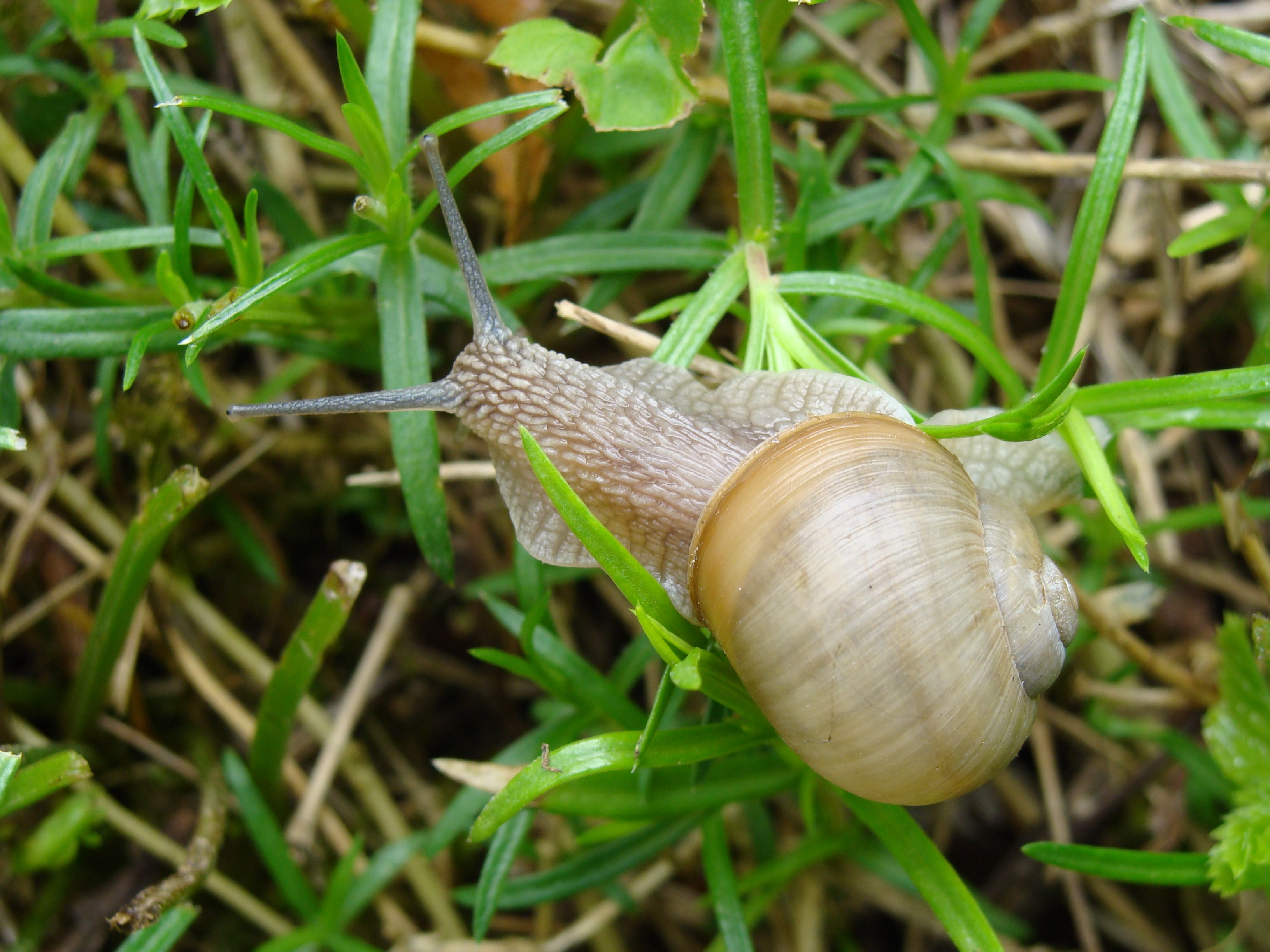
Ślimak żółtawy – jeden z badanych gatunków

Główną osią zainteresowań prof. Koralewskiej-Batury, jako malakologa, były mięczaki polskie, w tym w dużym stopniu wielkopolskie. Przyczyniła się w znaczącym stopniu do ochrony tej grupy zwierząt oraz poznania fauny ślimaków krajowych w aspektach ekologii, anatomii i morfologii. Badała rezerwaty przyrody pod kątem mięczaków i opracowywała ich zgrupowania. Poświęcała także prace poszczególnym gatunkom, m.in. takim jak winniczek, wstężyk gajowy, ślimak żółtawy, igliczek lśniący, zatoczek lśniący, wstężyk austriacki, Monacha cartusiana. Badała pod kątem malakologicznym m.in. okolice Opalenicy, Tarnowa Podgórnego, Rezerwat przyrody Jakubowo, łęgi rogalińskie, dolinę Cybiny, Drawieński Park Narodowy, czy Rezerwat przyrody Dębno nad Wartą, utworzony m.in. w celu ochrony ślimaków Ruthenica filogrona i Isognoviastoma personatum.
Interesowała się także dydaktyką i praktyką edukacji biologicznej w szkołach (np. programy edukacyjne, podręczniki, zagadnienia higieny i ochrony przyrody w szkołach). Była członkiem Stowarzyszenia Malakologów Polskich i Poznańskiego Towarzystwa Przyjaciół Nauk. Współtworzyła, w obszarze swoich zainteresowań, Polską Czerwoną Księgę Zwierząt – część Bezkręgowce.

## Życie prywatne
Małżonkiem był dr hab. inż. Ryszard Batura – pracownik naukowy Politechniki Poznańskiej. Miała z nim jednego syna.